# Freedom (DJ)
 For alternative betydninger, se Freedom. (Se også artikler, som begynder med Freedom)
Hans-Henning Terp-Hansen (født Hans-Henning Schmidt i 1973), bedre kendt under kunstnernavnet Freedom er en dansk DJ, sanger og Twitch-streamer der brød igennem med det dobbelt platin-sælgende hit "Hang On" i 2001, oprindeligt skrevet af sangeren Jesper Lundgaard. Det blev fulgt op af singlen "Susanna", en cover version af den hollandske popgruppe VOF de Kunst's hit fra 1983, der solgte guld. Efterfølgende udkom debutalbummet Hang On og tredjesinglen "The Real Thing".
I 2002 modtog han "DJ & Dance Prisen" ved ved den kortlivede prisuddelingen Danish Dance Awards.
I 2007 blev "Hang On" genudgivet i en remixet udgave af den danske house-duo Musikk.
I 2023 startede Freedom på Twitch som streamer under navnet LifeOfFreedom

## Diskografi

### Album
| År   | Album   | Højeste placering | Certificeringer  |
| År   | Album   | Danmark           | Certificeringer  |
| ---- | ------- | ----------------- | ---------------- |
| 2001 | Hang On | 5                 | - IFPI DEN: Guld |

### Singler
| 2000                                                     | "Hang On"                           | 2 | Hang On | - IFPI DEN: 2× Platin |
| 2001                                                     | "Susanna"                           | 4 | Hang On | - IFPI DEN: Guld      |
| 2001                                                     | "The Real Thing"                    | — | Hang On |                       |
| 2007                                                     | "Hang On 2007" (Freedom vs. Musikk) | — |         |                       |
| 2009                                                     | "Wanna Party"                       | — |         |                       |
| "—" markerer en udgivelse der ikke opnåede en placering. |                                     |   |         |                       |